# Trần Quốc Toản (chính khách)
Trần Quốc Toản (sinh năm 1973) là chính trị gia Việt Nam. Ông hiện là Phó Bí thư Thường trực Tỉnh ủy Hưng Yên, ông từng là Chủ tịch Hội đồng Nhân dân tỉnh Hưng Yên nhiệm kì 2016-2021.

## Tiểu sử
Trần Quốc Toản sinh năm 1973 tại Kim Động, Hưng Yên
Trần Quốc Toản từng giữ các chức vụ: Giám đốc Sở Tư pháp Hưng Yên, Bí thư Huyện ủy Kim Động, Chủ nhiệm Ủy ban Kiểm tra Tỉnh ủy Hưng Yên, Trưởng Ban Kinh tế ngân sách Hội đồng Nhân dân tỉnh.
Ngày 7 tháng 5 năm 2020, Tại kỳ họp bất thường của Hội đồng Nhân dân tỉnh Hưng Yên Khóa XVI, nhiệm kỳ 2016-2021, ông Trần Quốc Toản, Chủ nhiệm Ủy ban Kiểm tra Tỉnh ủy, Trưởng Ban Kinh tế ngân sách Hội đồng Nhân dân tỉnh giữ chức Chủ tịch Hội đồng Nhân dân tỉnh Khóa XVI, nhiệm kỳ 2016-2021.